# كهنوج
كهنوج (بالفارسية: کهنوج) هي مدينة تقع في إيران في البلدة المركزية. يقدر عدد سكانها بـ 38,571 نسمة .

## المناخ
يظهر الجدول التالي التغييرات المناخية على مدار السنة لكهنوج:
| البيانات المناخية لـكهنوج                                                                                                   | البيانات المناخية لـكهنوج | البيانات المناخية لـكهنوج | البيانات المناخية لـكهنوج | البيانات المناخية لـكهنوج | البيانات المناخية لـكهنوج | البيانات المناخية لـكهنوج | البيانات المناخية لـكهنوج | البيانات المناخية لـكهنوج | البيانات المناخية لـكهنوج | البيانات المناخية لـكهنوج | البيانات المناخية لـكهنوج | البيانات المناخية لـكهنوج | البيانات المناخية لـكهنوج |
| الشهر | يناير                     | فبراير                    | مارس                      | أبريل                     | مايو                      | يونيو                     | يوليو                     | أغسطس                     | سبتمبر                    | أكتوبر                    | نوفمبر                    | ديسمبر                    | المعدل السنوي             |
| --- | ------------------------- | ------------------------- | ------------------------- | ------------------------- | ------------------------- | ------------------------- | ------------------------- | ------------------------- | ------------------------- | ------------------------- | ------------------------- | ------------------------- | ------------------------- |
| متوسط درجة الحرارة الكبرى °م (°ف)                                                                                           | 19.8 (67.6)               | 23.3 (73.9)               | 28.1 (82.6)               | 35.0 (95.0)               | 41.1 (106.0)              | 44.1 (111.4)              | 44.0 (111.2)              | 42.9 (109.2)              | 40.3 (104.5)              | 36.1 (97.0)               | 28.9 (84.0)               | 22.8 (73.0)               | 33.9 (93.0)               |
| المتوسط اليومي °م (°ف) | 14.2 (57.6)               | 17.3 (63.1)               | 21.5 (70.7)               | 27.5 (81.5)               | 33.2 (91.8)               | 36.5 (97.7)               | 37.1 (98.8)               | 35.9 (96.6)               | 33.1 (91.6)               | 28.4 (83.1)               | 21.8 (71.2)               | 16.3 (61.3)               | 26.9 (80.4)               |
| متوسط درجة الحرارة الصغرى °م (°ف)                                                                                           | 8.6 (47.5)                | 11.3 (52.3)               | 14.8 (58.6)               | 20.0 (68.0)               | 25.3 (77.5)               | 28.8 (83.8)               | 30.2 (86.4)               | 29.0 (84.2)               | 25.8 (78.4)               | 20.7 (69.3)               | 14.7 (58.5)               | 9.8 (49.6)                | 19.9 (67.8)               |
| الهطول مم (إنش) | 53.3 (2.10)               | 40.9 (1.61)               | 32.6 (1.28)               | 4.4 (0.17)                | 0.8 (0.03)                | 4.3 (0.17)                | 2.7 (0.11)                | 9.4 (0.37)                | 1.5 (0.06)                | 3.4 (0.13)                | 4.2 (0.17)                | 36.0 (1.42)               | 193.5 (7.62)              |
| متوسط أيام هطول الأمطار (≥ 1.0 mm)                                                                                          | 4.3                       | 3.4                       | 3.2                       | 0.9                       | 0.3                       | 0.7                       | 0.5                       | 0.7                       | 0.3                       | 0.3                       | 0.7                       | 2.5                       | 17.8                      |
| متوسط الرطوبة النسبية (%)                                                                                                   | 59                        | 53                        | 45                        | 32                        | 27                        | 27                        | 33                        | 36                        | 35                        | 33                        | 42                        | 53                        | 39                        |
| ساعات سطوع الشمس الشهرية | 219.9                     | 221.7                     | 246.9                     | 281.2                     | 326.9                     | 323.1                     | 313.2                     | 306.1                     | 294.8                     | 299.2                     | 262.5                     | 232.7                     | 3٬328٫2                   |
| المصدر: Iran Meteorological Organization (temperatures), (precipitation), (humidity), (days with precipitation), (sunshine) |                           |                           |                           |                           |                           |                           |                           |                           |                           |                           |                           |                           |                           |